# Isola Dunlop
L'isola Dunlop (in inglese Dunlop Island) è una piccola isola nel Canale McMurdo nella Terra Vittoria in Antartide.

## Storia

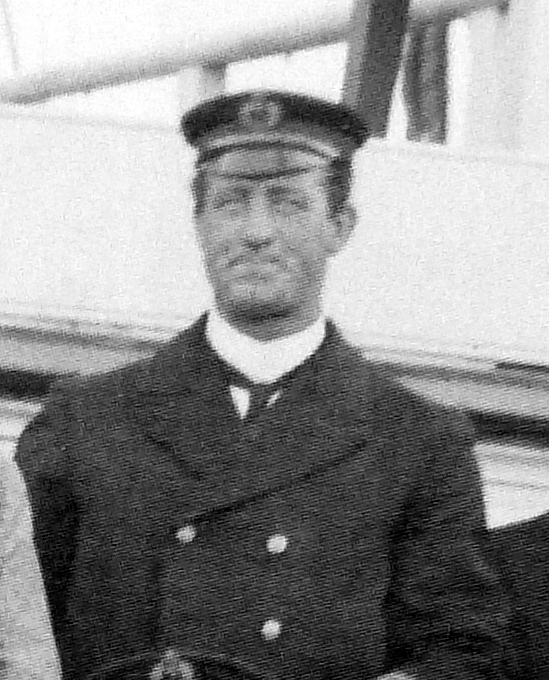
Harry Dunlop, al quale è dedicata l'isola

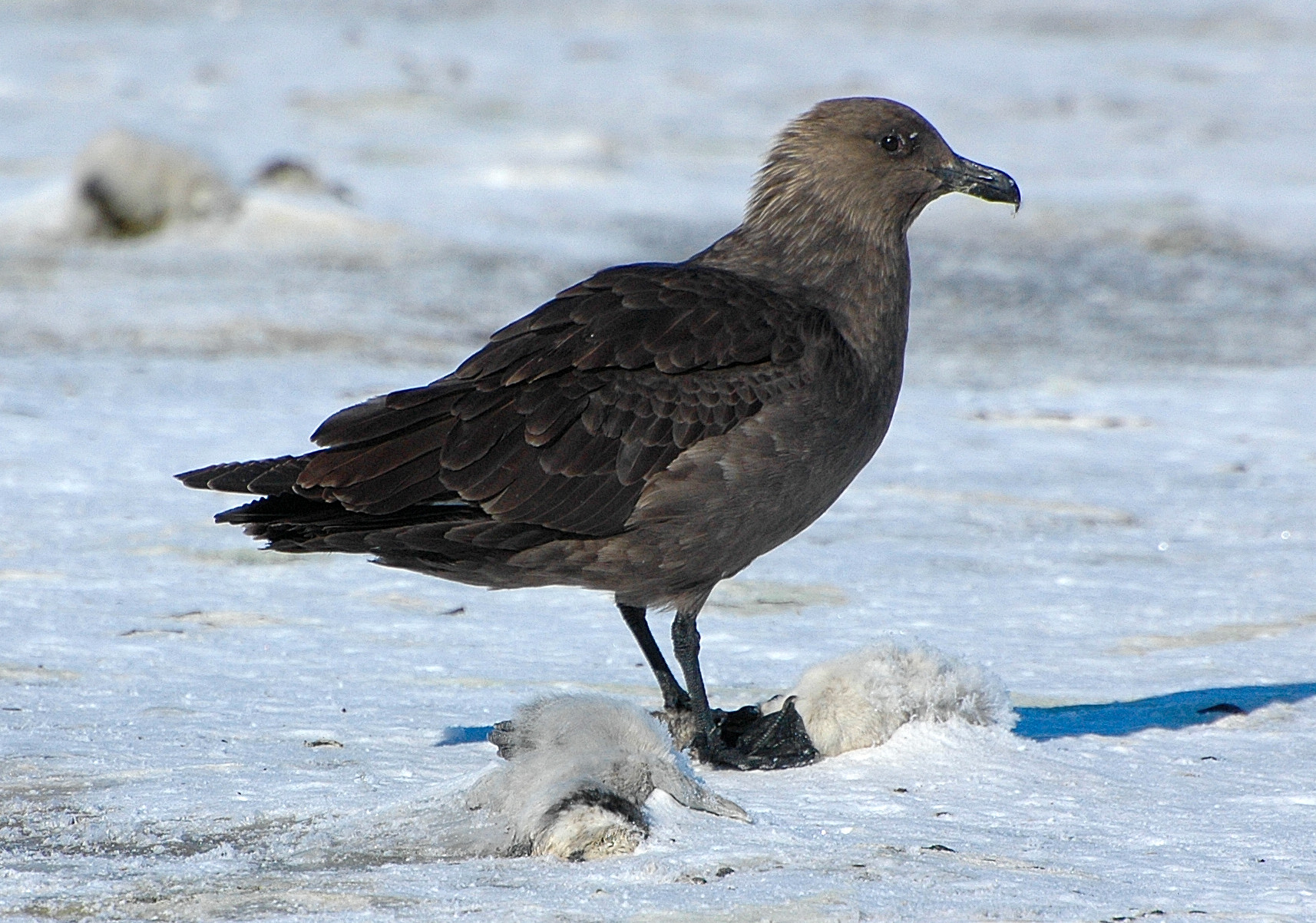
Stercorario di McCormicki

L'isola fu mappata durante la spedizione Nimrod quando vi giunse la nave Nimrod nel primo decennio del XX secolo al comando di Ernest Shackleton. Harry Dunlop si era unito alla spedizione antartica britannica come capo ingegnere a bordo della nave. Supervisionò la posa delle fondamenta della capanna e la sua costruzione quando la spedizione arrivò per la prima volta a Capo Royds.

## Origine del nome
L'isola è dedicata ad Harry Dunlop, ingegnere capo della nave Nimrod. Dunlop ricevette una medaglia polare per la sua parte nella spedizione. 

## Geografia
Un'isola, di forma triangolare, larga circa 1,6 km da nord-ovest a sud-ovest, separata da Capo Dunlop da uno stretto canale largo 400 metri. Il punto più alto è alto circa 20 metri. L'isola è rocciosa, lunga 1 miglio, situata appena al largo del ghiacciaio Wilson Piedmont e della costa della Terra Vittoria, vicino a Capo Dunlop. L'isola è per lo più libera dai ghiacci. Le stazioni scientifiche permanenti più vicine sono la base Scott (NZL) e la base McMurdo (USA) situate a circa 100 km a sud-est sulla penisola di Hut Point, isola di James Ross.

## Aspetti naturalistici
Sull'isola di Dunlop nidificano gli stercorari di McCormicki, anche chiamati stercorari polari, con circa 88 coppie riproduttive stimate nel 1982. Non sono disponibili altre informazioni sulla colonia e non si sa che altri uccelli si riproducano nella zona.